# Jakob Andersen
Jakob Andersen (født 21. september 1936 i Aarhus) er en dansk journalist, forfatter og redaktør. Han er mest kendt for sin undersøgende og afslørende journalistik, som bevirkede, at han blev tildelt Cavlingprisen i 1977 og Victor Prisen i 1990. 1969-2000 arbejdede han som krigskorrespondent i bl.a. Mellemøsten, Latinamerika, Fjernøsten og Balkan. Han vakte stor opmærksomhed med afslørende artikelserier i Ekstra Bladet om bl.a. Scientology og Forsvarets Efterretningstjeneste. I 1992 blev han (sammen med Vladimir Pimonov) nomineret til Cavlingprisen for deres artikelserie om KGB's operationer i Danmark under Den Kolde Krig. Fhv. oberst i KGB Mikhail Ljubimov (som havde været chef for KGB-stationen i Danmark) skrev: "Jeg var overrasket over hans detaljerede viden - ikke blot om de skandaløse sager, men også om KGB-officerer i Danmark". Chefredaktør Sven Ove Gade benævnte ham i samme sammenhæng "tornadoen Jakob Andersen, måske den dygtigste reporter, jeg har oplevet". Den tidligere oberst i KGB og dobbeltagent for den britiske efterretningstjeneste MI6 og Politiets Efterretningstjeneste Oleg Gordijevskij karakteriserede Jakob Andersen som "en grundigt undersøgende journalist". I sit virke som journalist har han rejst og arbejdet i flere end 100 lande. Han er medlem af Eventyrernes Klub.

## Opvækst og uddannelse
Jakob Andersens far Niels Peter Andersen var gårdejer i Hørning på Djursland.
1954-1958 gjorde Jakob tjeneste i Søværnet (kadetaspirant, sergent-SØ, to år på Forsvarets Gymnasium, fiskeriinspektion på Færøerne med fregatten Holger Danske under "Klaksvig-sagen", togter med Holger Danske til bl.a. Irland, Frankrig, Madeira). I fire år i 1980'erne læste han historie på Københavns Universitet. Studiet blev afbrudt af. hyppige reportagerejser til krige og borgerkrige i Mellemøsten og Centralamerika.

## Karriere
Jakob Andersen begyndte at arbejde som journalist i provinsen, og i 1961 blev han ansat på dagbladet Politiken i København, hvor han blev chef for kriminalredaktionen. Fra 1966 var han på Berlingske Tidende (som rejsende reporter for Billed-Bladet). I 1970-2000 var han på Ekstra Bladet, bl.a. som chef for kriminalredaktionen, udlandsredaktør og rejsende udlandsreporter. 2006-2017 var han redaktør af magasinet The Adventurer, der er medlemsblad for The Adventurers' Club of Denmark (Eventyrernes Klub).
Jakob Andersen er forfatter til en lang række bøger, som findes på biblioteker i Danmark, USA og andre lande.

## Bemærkelsesværdige sager
Jakob Andersen har i årtier skrevet mange afslørende artikler om palæstinensiske terrororganisationer, bl.a. PLFP (herunder Blekingegadebanden) og terrortrusler mod Danmark og andre lande. Ifølge historikeren og journalisten Bent Blüdnikow blev Jakob Andersen kritiseret for sine afsløringer fordi "... journalister var i høj grad påvirket af den venstreorienterede tidsånd. ... Jakob Andersen blev udsat for kritik og latterliggørelse i dagbladene Information og Det Fri Aktuelt, månedsbladet Press, fagbladet Journalisten og af undervisere på Danmarks Journalisthøjskole. ... Vi har nok i dag glemt, hvor alvorlige terrortruslerne var i 1970'erne, og Blekingegadebanden var kun én ud af en række trusler. Den danske offentlighed blev oplyst om disse trusler af modige journalister som ... Jakob Andersen". 
Mediehistorikeren Gregers Dirckinck-Holmfeld skrev, at Jakob Andersen "fik Cavling-prisen for hårdt og ihærdigt benarbejde i en opsigtsvækkende sag: Afsløringen af Forsvarets Efterretningstjenestes hemmelige registrering af lovlig politisk virksomhed."
Jakob Andersen førte en mangeårig kampagne mod Scientology. Det resulterede i en række retssager, som han vandt. "Bevægelsen sagsøgte ham, men endte med at måtte af med 180.000 kr. i erstatning til ham for uberettiget søgsmål."

## Forklædt
Foruden de seriøse kampagner Jakob Andersen gennemførte, kaldte han også på smilet ved at forklæde sig. Som da Jannie Spies i august 1988 blev viet til Christian Kjær i Asminderød Kirke (hvor pressen ikke havde adgang). Jakob Andersen iførte sig en admiralsuniform med sovsekande, epauletter, ordener og medaljer. En limousine kørte ham til kirken. Og da Fidel Castro besøgte København, forklædte Jakob Andersen sig som den cubanske diktator og skabte røre i Københavns gader.